# Lisenser Fernerkogel
Lisenser Fernerkogel är en bergstopp i Österrike.   Den ligger i distriktet Innsbruck-Land och förbundslandet Tyrolen, i den västra delen av landet, 400 km väster om huvudstaden Wien. Toppen på Lisenser Fernerkogel är 3 298 meter över havet, eller 179 meter över den omgivande terrängen. Bredden vid basen är 2,4 km.
Terrängen runt Lisenser Fernerkogel är huvudsakligen bergig. Närmaste större samhälle är Neustift im Stubaital, 15,4 km öster om Lisenser Fernerkogel. 
Trakten runt Lisenser Fernerkogel består i huvudsak av gräsmarker. Runt Lisenser Fernerkogel är det ganska tätbefolkat, med 80 invånare per kvadratkilometer.